# Deuda histórica
La Deuda Histórica de los profesores surge debido al incumplimiento de la Ley Nº 3.551 de 1981, la cual estipulaba un aumento en el sueldo base del sector público e introducía una "asignación especial" no imponible para los docentes dependientes del Ministerio de Educación de Chile.
A raíz del proceso de municipalización implementado a partir de 1981, durante la dictadura cívico-militar de Augusto Pinochet, la mayoría de los profesores no recibieron en su totalidad dicha asignación, ya que al ser transferidos al ámbito municipal, sus nuevos empleadores desconocieron los derechos adquiridos por los docentes.
El incumplimiento de esta ley generó una situación en la que los profesores se vieron privados de una parte de sus remuneraciones y beneficios, generando una deuda pendiente por parte del Estado y las instituciones educativas.
Como resultado de esta situación, los salarios de los profesores se vieron afectados negativamente, lo que ha llevado a miles de docentes a demandar durante las últimas cuatro décadas la reparación de esta deuda. Ante esta circunstancia, profesores de todo Chile han acudido a los Tribunales de Justicia con el objetivo de exigir al Estado una compensación indemnizatoria por el incumplimiento del reajuste salarial mencionado.

## Avances en el pago de la deuda
A fines del año 2008, altos funcionarios del gobierno de Michelle Bachelet, incluyendo la ministra de Educación, el ministro de Hacienda y el ministro secretario general de la Presidencia, dieron inicio a la Comisión Deudas Históricas de la Cámara de Diputados. En este proceso, reconocieron oficialmente la existencia de la Deuda Histórica con los profesores y se comprometieron a buscar una solución para abordarla.
Después de años de lucha y movilización por parte de los sindicatos de profesores, en agosto de 2009, el Parlamento aprobó por unanimidad la propuesta de solución presentada por la Comisión Deudas Históricas.
En el año 2022, el presidente Gabriel Boric, se comprometió a avanzar en la reparación, y por esta razón, el Ministerio de Educación habilitó la plataforma  “registrodocentetraspasados.cl”, que tiene como función de que los docentes  puedan revisar con su RUT y Clave Única si son parte del listado que cuenta con cerca de 76 mil profesores que fue afectados en el proceso de traspaso a los municipios (1980-1987), de los cuales el 68% corresponde a mujeres. El listado fue construido entre 2016 y 2017, pero no incluye a todos los docentes perjudicados, porque una parte de los decretos de traspaso estaban en condiciones ilegibles. Pero gracias a la plataforma, quienes no estén inscritos pueden solicitar su inscripción. 
A su vez, dentro de las promesas del Mineduc durante el gobierno del Presidente Gabriel Boric, es presentar un proyecto de ley en el Congreso que permita el pago de una reparación a las y los docentes perjudicados.  El ministro de Educación Marco Antonio Ávila, dijo que espera que pueda ser presentado antes de que finalice el 2023.
Por su parte, la directiva del Colegio de Profesores de Chile se ha presentado en dos ocasiones- en enero y marzo- en el frontis de La Moneda para, a través de una carta, exigirle al presidente que cumpla con su promesa del proyecto de Ley de Reparación de Deuda Histórica. 

### Activismo en el camino
La agrupación “Profesoras y Profesores por la deuda histórica de la Plaza de la Constitución” se ha manifestado todos los jueves, de los últimos 17 años en el frontis del Palacio de la Moneda, representando a los miles de docentes que han sido privados de sus derechos.